# Jeroen Delmee
Jeroen Petrus Maria Delmee, né le 8 mars 1973 à Boxtel, est un joueur puis entraîneur néerlandais de hockey sur gazon. Avec l'équipe nationale des Pays-Bas, il a notamment remporté les Jeux olympiques en 1996 et en 2000, la Coupe du monde en 1998, le Championnat d'Europe en 2007 et le Champions Trophy à quatre reprises.
Devenu entraîneur à la fin de sa carrière de joueur, il exerce les fonctions d'entraîneur adjoint entre 2010 et 2014 puis de sélectionneur principal de l'équipe nationale de Belgique de 2014 à 2015, contribuant ainsi à sa progression du treizième au quatrième rang mondial. Le 31 octobre 2017, il est nommé sélectionneur de l'équipe de France en remplacement de Gaël Foulard en poste depuis 2011.
Son cousin, Sander van der Weide, est également un joueur international néerlandais de hockey sur gazon.

## Palmarès

### En sélection
- Pays-Bas
  - Jeux olympiques :
    - Médaille d'or : 1996 et 2000.
    - Médaille d'argent : 2004.

  - Coupe du monde
    - Vainqueur : 1998.

  - Champions Trophy :
    - Vainqueur : 2000, 2002, 2003 et 2006.
    - Finaliste : 2004 et 2005.
    - Troisième : 1999 et 2007.

  - Championnat d'Europe :
    - Vainqueur : 2007.
    - Finaliste : 2005.